# Чулафич, Доброслав
Доброслав Чулафич Торо (серб. Доброслав Ћулафић Торо; 17 января 1926, Андриевица, Королевство сербов, хорватов и словенцев — 3 июня 2011, Подгорица, Черногория) — югославский черногорский политический деятель, министр внутренних дел СФРЮ (1984—1989), председатель ЦК Союза коммунистов Черногории  (1982—1984).

## Биография
Получил высшее юридическое образование и окончил Высшую партийную школу «Джуро Джакович» в Белграде.
Участник национально-освободительной борьбы с 1943 г. Член Коммунистической партии Югославии (1944). Занимал ряд государственных и партийных должностей в Народной Республике Черногории: член парткома СКЮ Белградского университета, председатель ЦК «Народной молодежи» Черногории, секретарь горкома Союза коммунистов Черногории Иванграда, секретарь Исполнительного комитета ЦК СКЧ.
- 1967—1973 гг. — главный редактор журнала «Практика», избирался председателем Социалистического союза трудового народа Черногории,
- 1971—1974 гг. — член Президиума СФРЮ,
- 1974—1978 гг. — заместитель председателя союзного Исполнительного Веча Югославии, член Совета национальной обороны,
- 1978—1979 гг. — председатель Союзной скупщины, с 1980 г. — член её Президиума,
- 1981—1982 гг. — секретарь ЦК СКЮ,
- 1982—1984 гг. — председатель ЦК Союза коммунистов Черногории,
- 1984—1989 гг. — министр внутренних дел СФРЮ.

В 1975—1989 гг. — член Президиума ЦК СКЮ.